# 와실라

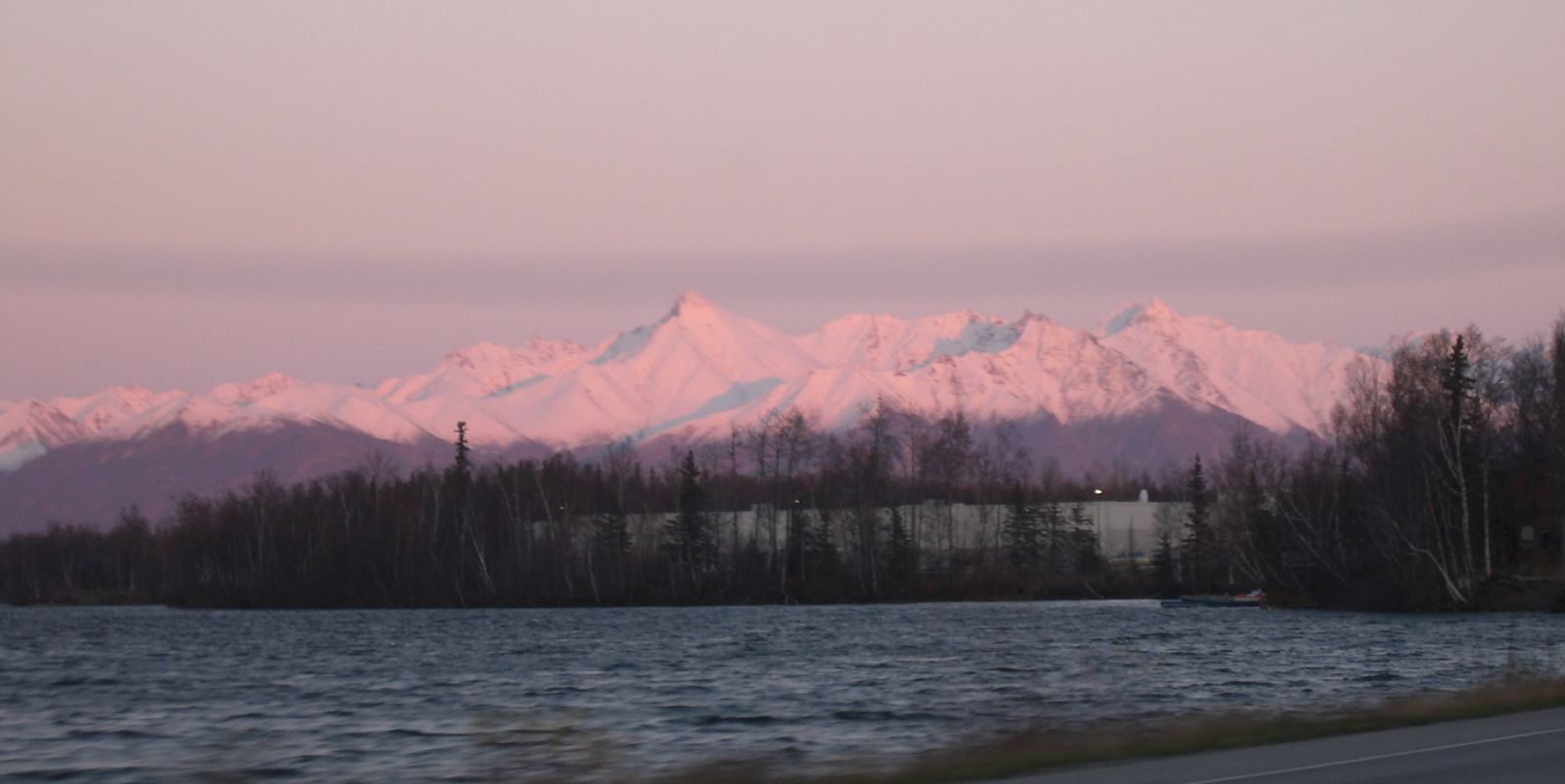
와실라 알래스카 주위에 산맥

와실라(Wasilla)는 마타누스카-수지트나 자치구 안에 가장 큰 마을이며, 미국 알래스카 주의 남 중부에 위치하며, 앵커리 대도시 통계 지역이다. 2000년 인구조사에 따르면, 인구는 5,469명이었다. 인구조사는 2007년 9,780명으로 인구를 집계했다. 그 집계는 앵커리지, 페어뱅크스, 주노 다음으로 알래스카에 4번째로 큰 인구 중심으로서 와실라를 지명했다. 와실라는 러시아 이름 "바실리"에서 비롯된 이름이었던, 존경받는 지역 데나'이나 인디언, 추장 와실라의 이름을 따서 지어졌다.
와실라는 알래스카의 주지사로서 그녀의 선거 전에 시장으로 봉사했었던, 세라 페일린이 2008년 미국 대통령선거에 부통령 런닝 메이트로서 존 매케인에게 발탁되었을 때 국제적 관심을 얻기도 했다.

## 역사
와실라의 역사는 닉의 역사, 1903년 경 무역을 주도하였던 작은 타나이나 (데나'이나) 원주민 마을들의 컬렉션과 함께 시작한다. 그 당시 전에, 몇몇의 백인들이 그 지역에 방문해서 살았었다. 와실라는 1915년에 500명의 인구를 가져었던, 마타누스카 계곡에 첫 번째 마을이 되었다. 마을은 초기 모피 사냥꾼과 캐쉬 크릭과 윌로우 크릭에서 금광에서 일하는 광산 노동자로 채워졌다.
알래스카 철도가 슈어드에서 페어뱅크스를 연결하는 철길의 건설동안 1916년경에 와실라 역을 세웠었다. 철도역과 새로운 마을의 이름이 와실라 크릭의 이름에서 비롯되었다. 지역 광산 노동자들은 닉 인디언들의 추장인 와실라를 언급하던, 이름 "와실라 크릭" 을 사용했다. 그 이름은 명백히 "바실리에브" 러시아인의 성에서 비롯되었다. 1917년 우체국이 세워졌다. 철도역에 와실라의 근접은 그 새로운 마을에 - 그들 중 몇몇은 그들의 집을 질질 끌고 와서 그것을 가지고 사업을 했다 - 이사하도록 닉 거주자들을 유혹했다. 몇 년안에, 닉은 유령 마을이 되었다. 그 도시계획지역은 닉-윌로우 광산 채굴 기차와 새롭게 건설되었던 알래스카 철도 교차 점이었다. 2차 세계대전동안 해처패스 (영문:Hatcher Pass) 근처 금광을 위한 공급 기지였다. 1970년 경 파크스 고속도로의 건설까지, 팔머가 마타누스카 계곡에 선도 마을이었다; 와실라는 팔머-와실라 고속도로의 끝에 위치하였고 빅 호수의 도로는 와실라의 서쪽 부분에 접근을 제공하였다. 파크스 고속도로는 와실라를 40 ~ 42 마일이 주요 고속도로가 되게했고 철도 수송기관 주요 수송경로가 남중부 알래스카에서 내부 알래스카까지 연결된다. 결과로, 인구 성장과 사회 발전이 팔머 주변 지역에서 와실라와 주변 지역에까지 이동했다.
와실라는 1974년 도시로서 병합되었다; (알래스카에서는 40명 정도로 작은 마을도 '도시'로 간주된다)
1994년에 알래스카 수도를 와실라에 옮기자는 주 전체의 투표 의안이 대략 116,000대 9,6000의 투표에 의해 패배했다. 그 때에, 마타누스카 계곡은 경제적인 붕괴로부터 회복하기 시작했었고, 극적인 인구성장을 수반했으며, 지역 고용이 증가되었고, 매우 튼튼한 거주 상업 부동산이라는 지속하는 붐이 시작중이었다. 지역 부동산 시장은 2006년에 하락했다.
2006년 1월 새로운 병원, 마타누스카-수지트나 지역 메디컬 센터가 개업했다. 와실라와 팔머의 트윈 마을 사이에 도시 경계 거의 밖에 있다.
2008년 2월, 시외의 성장과 초라한 눈 조건이 와실라 시외의 북서쪽 7 마일, 윌로우에 개썰매 시작점을 옮기도록 개썰매 창립자들을 이끌었다.

### 지나간 논쟁
세라 페일린이 1996년에서 2002년까지 시장으로 근무했다. 공화당의 대통령 후보자 존 매케인이 그녀를 2008년 8월에 그의 런닝 메이트로 선택한 이래로, 와실라의 과거 정책과 이전 시장 페일린의 기록이 자연스럽게 많은 공적인 조사를 받게 되었다.
와실라시는 와실라 법안에 대해 6 위원회 심문동안 언급되지 않았을지라도 강간 희생자의 과학 조사 시험에 대해 시 경찰국에 돈을 지불하도록 요구하는 당시 주지사 토니 놀레스에 의해 지지받았던 2000년 법의 표적이 될 것을 요구받은 상태였다. 돈을 지불해야하는 어떤 알래스카인 여성의 기록에 관한 그 특정한 예만은 주노와 거리가멀었었다. 그 법의 통과까지, 와실라에 강간 희생자의 보험이 주장한 바에 따르면 한 번에 300달러와 1,200달러 사이 비용이 드는, 'Rape Kits'로 알려진, 그 시험과 자재에 비용이 들었었다. 와실라 경찰 국장 찰리 페논은 궁극적으로 와실자 세입자들에 의해 지불되어야할, 그 시험과 자재들에 그 마을은 1년에 5,000달러에서 14,000달러를 지불할 거라고 말하면서 그 법에 반대했었다. 와실라시는 그 법이 효력을 미치기 전에 1년간 시간을 거꾸로 올라가 기록들을 검토했었다. 그리고 2000년 회계년도에 요청했었던 두 rape kits가 그 주가 지불했다는 사실을 보여주는 어떤 기록도 없었다. 주지사 페일린은 현재 그녀는 강간 희생자들에게 비용을 청구하는 것을 반대한다고 언급한다.
페일린이 잘 알려진 전문적인 로비스트를 고용한 뒤, 와실라 거주자들은 인구가 대략 6,000이었을 때 한 번에 600만달러를 초과하여 받는, 나라에서 이어마크 이익의 최고 높은 1인당 수납자 중 하나가 되었다. 2005년 와실라는 와실라에 두 번째 연결을 제공하는 한 다리가, 포크 베럴 소비의 예로서 두 다리들에게 지적을 하는 재무 보수자들에 의해 두 "다리에서 어디든지" 프로젝트들 중 하나로 붙여졌을 때 국가적 관심을 받았었다.
2008년, 닉 암 다리로서 알려진, 와실라에 이익을 줄 그 다리는 계획과 보고 단계였고 10억 달러의 비용이 나올것이라고 견적이 나왔다.

## 지리
와실라는 대략 32.2 km2의 지역이다. 30.4 km2는 땅이고 1.8 km2는 물이다.
데나'이나 (타나이나) 인디언들은 그 곳을 '호수들 가운데'라는 의미에서, Benteh로 불렀다.
와실라 호수와 루실 호수 가까이에 위치한, 와실라는 마타누스카 계곡에 두 도시 중 하나이다. 와실라는 조지 파크스 고속도로, 앵커리 북동쪽의 거친 69 km 지점으로 둘러싸인다. 거의 와실라 사람들의 3분의 1이 매일 앵커리지에서 일을 하기 위해 40분 통근을 한다.

## 기후
1월 기온은 −16 °C에서 −2 °C까지 범위이다; 7월 기온은 8 °C에서 26 °C까지 다양하다. 평균 연례 강수량은 430mm이고, 강설량은 130cm이다.
| Wasilla, Alaska의 기후                                     | Wasilla, Alaska의 기후 | Wasilla, Alaska의 기후 | Wasilla, Alaska의 기후 | Wasilla, Alaska의 기후 | Wasilla, Alaska의 기후 | Wasilla, Alaska의 기후 | Wasilla, Alaska의 기후 | Wasilla, Alaska의 기후 | Wasilla, Alaska의 기후 | Wasilla, Alaska의 기후 | Wasilla, Alaska의 기후 | Wasilla, Alaska의 기후 | Wasilla, Alaska의 기후 |
| 월                                                         | 1월                    | 2월                    | 3월                    | 4월                    | 5월                    | 6월                    | 7월                    | 8월                    | 9월                    | 10월                   | 11월                   | 12월                   | 연간                   |
| ---------------------------------------------------------- | ---------------------- | ---------------------- | ---------------------- | ---------------------- | ---------------------- | ---------------------- | ---------------------- | ---------------------- | ---------------------- | ---------------------- | ---------------------- | ---------------------- | ---------------------- |
| 일평균 최고 기온 °F (°C)                                   | 23.7 (−4.6)            | 28.6 (−1.9)            | 36.9 (2.7)             | 49.1 (9.5)             | 61.1 (16.2)            | 67.7 (19.8)            | 69.6 (20.9)            | 67.4 (19.7)            | 58.6 (14.8)            | 42.9 (6.1)             | 28.2 (−2.1)            | 25.7 (−3.5)            | 46.7 (8.2)             |
| 일평균 최저 기온 °F (°C)                                   | 8.2 (−13.2)            | 11.8 (−11.2)           | 18.8 (−7.3)            | 28.2 (−2.1)            | 36.7 (2.6)             | 44.5 (6.9)             | 49.2 (9.6)             | 46.8 (8.2)             | 39.7 (4.3)             | 26.9 (−2.8)            | 13.2 (−10.4)           | 10.1 (−12.2)           | 27.9 (−2.3)            |
| 평균 강수량 인치 (mm)                                      | 0.8 (20)               | 0.9 (23)               | 0.5 (13)               | 0.7 (18)               | 0.8 (20)               | 1.6 (41)               | 2.5 (64)               | 2.7 (69)               | 2.7 (69)               | 1.8 (46)               | 1.2 (30)               | 1.0 (25)               | 17.2 (440)             |
| 평균 강설량 인치 (cm)                                      | 8.4 (21)               | 8.9 (23)               | 5.8 (15)               | 2.5 (6.4)              | 0.1 (0.25)             | 0 (0)                  | 0 (0)                  | 0 (0)                  | 0 (0)                  | 4.7 (12)               | 8.7 (22)               | 12.8 (33)              | 52.1 (132)             |
| 출처: NOAA (1981–2010 normals), Weatherbase (precip, snow) |                        |                        |                        |                        |                        |                        |                        |                        |                        |                        |                        |                        |                        |

## 인구
| 인구조사              | 인구  | Note | %±     |
| --------------------- | ----- | ---- | ------ |
| 1930년                | 51    |      | —      |
| 1940년                | 96    |      | 88.2%  |
| 1950년                | 97    |      | 1.0%   |
| 1960년                | 112   |      | 15.5%  |
| 1970년                | 300   |      | 167.9% |
| 1980년                | 1,559 |      | 419.7% |
| 1990년                | 4,028 |      | 158.4% |
| 2000년                | 5,469 |      | 35.8%  |
| 2010년                | 7,831 |      | 43.2%  |
| 2020년                | 9,054 |      | 15.6%  |
| U.S. Decennial Census |       |      |        |

2000년 인구 조사에 따르면, (1990년 4,028명보다 위인) 5,469명이이었고, 1979 세대, 1,361 가구가 와실라에 거주 중이었다. 인구 밀도는 180.2/km2당 466.8명이었다. 평균 69.8/km2의 밀도에서 2,119 주택이있었다. 와실라의 인종 구성은 85.46% 백인, 0.59% 아프리카계 미국인, 5.25% 원주민, 1.32% 아시아인, 0.13% 태평양 섬주민, 다른 인종으로부터 1.32%, 두 인종 이상으로부터 5.94%였다. 히스패닉 혹은 라티노가 그 인구의 3.68%였다.
1,979 세대 중 43.5%는 그들과 함께 사는 18세이하 어린이였고, 50.2%는 함께사는 결혼한 부부였고, 13.8%는 남편이 없는 여성 세대주였으며, 31.2%는 비가구였다. 모든 세대 중 23.5%는 개인이었으며 6.8%는 65세이상 홀로 사는 사람이었다. 그 평균 세대 크기는 2.76이었고 평균 가구 크기는 3.27이었다.
인구는 18세이하 33.6%, 18세에서 24세까지 10.0%, 25세에서 44세까지 30.7%, 45세에서 64세까지 19.0%, 65세이상 6.7%로 펼쳐있다. 평균 나이는 30세였다. 전체 100명 여성당 99.5명의 남성이었다; 18세이상 여성 100명 당 95.0명의 남성이있었다.
세대의 평균 수입은 48,226달러였고, 가구의 평균 수입은 53,792달러였다. 남성은 여성의 29,119달러와 비교하여 41,332달러의 평균 수입이었다. 와실라의 평균수입은 21,127달러였다. 18세이하의 12.6%와 65세이상 9.7%를 포함하여, 대략 가구의 5.7%와 인구의 9.6%가 빈곤선 아래였다.

## 경제
와실라 노동력의 대략 35%가 앵커리지에 통근한다. 지역경제는 다양하며, 거주자들은 시, 자치구, 주, 연방, 소매상이나 전문 서비스 직책에서 고용되어있다. 관광, 농업, 목재 생산, 강철, 콘크리트 생산품들은 그 경제의 부분이다. 120 지역 거주자들은 상업적인 낚시 허가증을 소유하고있다.

## 관광
와실라에 있는 운송 산업 박물관은 "운송 산업의 잔해물에 터전을 주며 개발과 성장에 알래스카를 개방하도록 사람들과 기계들의 이야기들을 말해주기 위해" 1967년 설립되었다. NAHL의 Alaska Avanlanche hockey 팀은 와실라에서 홈게임을 한다. 알래스카 출신의 여행 가이드북안에 찰스 월포스는 " 고소도로를 직면하고있는 쇼핑 몰과 자갈 주차장이 외곽에 펼쳐진 가장 불 친절한 곳"으로서 와실라를 묘사했다.

## 정부
와실리 시 법원은 거주자들에 의해 선출된 6 멤버로 구성된다. 만약 공석을 채우도록 임명되지 않는다면, 그들은 3년동안 복무한다. 시 관리는 따로따로 선정된다. 만약 어떤 시장 후보자도 투표의 40%이상 받지 않는다면 런오프 선거가 열리게 될 것이다. 런오프선거는 시 법정 좌석을 위해 열리지 않는다. 모든 지위는 파트타임이다.

## 교육
와실라는 마타누스카-수지트나 자치구 학교 지구에 의해 교육을 받는다. 4개의 고등학교를 갖는다:
- Burchell High School
- Mat-Su Career and Technical High School
- MidValley High School
- Wasilla High School

## 운송
글렌 고속도로는 앵커리지와 케나이 반도에 사회에 와실라를 연결하며, 조지 파크스 고속도로를 따라 북쪽에 마타누스카 계곡에서 그 주의 휴게소와 캐나다까지를 연결한다.
1,130m 포장된 활주로를 가진, 시 소유의 와실라 공항은 근거리 비행 서비스를 제공한다. 와실라는 또한 지역 호수에 위치한 8개의 공용 수상비행기 기지를 갖고 있다. FAA에 등록된 사적이용 비행 시설들은 43개 지상 기지 소형 비행장, 8개의 부가적인 수상비행기 기지, 두 헬리포트와 단거리이착륙기용 공항을 포함한다.

## 종교
- 와실라 하나님의 성회는 1951년 창립되었으며 하나님의 성회의 멤버이다. 그 교회를 창립한 목사는 폴 라일리이며, 현재 목사는 1999년에 이어받은 에드 칼닌스이다. 그 교회의 전 멤버인, 알래스카 주지사 세라 페일린은 라일리에 경의를 표하여 그 교회가 위치한 거리에 'Riley Avenue'라는 새 이름을 지어주었다.
- 비종파이자 복음교회인, 와실라 성경 교회는 마을에서 가장 크고 가장 영향력있는 교회의 하나로서 묘사한다.
- 로마 가톨릭교회 신성 교구